# Salima Lalili
Salima Lalili (28 de enero de 1979) es una deportista argelina que compitió en judo. Ganó una medalla de plata en el Campeonato Africano de Judo de 2001 en la categoría de –48 kg.

## Palmarés internacional
| Campeonato Africano | Campeonato Africano | Campeonato Africano | Campeonato Africano |
| Año                 | Lugar               | Medalla             | Categoría           |
| ------------------- | ------------------- | ------------------- | ------------------- |
| 2001                | Trípoli (Libia)     | Medalla de plata    | –48 kg              |